# یواس‌اس توسان (سی‌ال-۹۸)
یواس‌اس توسان (سی‌ال-۹۸) (به انگلیسی: USS Tucson (CL-98)) یک کشتی بود که طول آن ۵۴۱ فوت ۶ اینچ (۱۶۵٫۰۵ متر) بود. این کشتی در سال ۱۹۴۴ ساخته شد.